# Luciano Maugeri
Luciano Maugeri (Zafferana Etnea, 6 febbraio 1888 – Palermo, 23 maggio 1958) è stato un funzionario e politico italiano.

## Biografia
Nato a Zafferana Etnea nel 1888, frequentò la Regia scuola d'applicazione per gli ingegneri di Roma, dove conseguì la laurea in ingegneria civile nel 1912. L'anno seguente vinse un concorso alle Ferrovie dello Stato Italiane, dove ricoprì diversi incarichi: capo officina prima e capo del servizio Materiale e Trazione poi, nelle città di Catania, Torino e Napoli.
Nel secondo dopoguerra, quando ministro dei Trasporti era Bernardo Mattarella, ebbe la nomina a capo dipartimento della Sicilia per le Ferrovie dello Stato e si trasferì a Palermo.
A digiuno di politica, nel 1956, dopo i risultati delle elezioni amministrative, Maugeri divenne sindaco dello stesso capoluogo di regione. Nella giunta comunale da lui presieduta figuravano, tra gli altri, Salvo Lima come vicesindaco e assessore con delega ai Lavori Pubblici, Vito Ciancimino come assessore alle Aziende municipalizzate e Casimiro Vizzini come assessore per le imposte, tasse e patrimonio.
Morì improvvisamente il 23 maggio 1958, a metà del suo mandato da primo cittadino, all'età di 70 anni. Fu il secondo sindaco nella storia del comune di Palermo, che va dalla proclamazione del Regno d'Italia ad oggi, a venire a mancare mentre svolgeva le sue funzioni, dietro Mariano Stabile. Per quindici giorni, la guida della civica amministrazione fu affidata, per legge, al vicesindaco Lima, che al termine di quel periodo siederà poi nella poltrona più alta di Palazzo Pretorio, dopo delle consultazioni elettorali da parte del consiglio comunale.